# Vyša
Vyša nebo Noksa (rusky Выша nebo Нокса) je řeka v Rjazaňské a v Penzenské oblasti a v Mordvinské republice v Rusku. Je 179 km dlouhá. Povodí má rozlohu 4570 km².

## Průběh toku
Pramení na území Penzenské oblasti, kde protéká přes město Zemetčino. V délce 15 km tvoří administrativní hranici s Mordvinskou republikou, kde se ve vzdálenosti 3 km od řeky nachází vesnice Vyša. Ústí zprava do Cny (povodí Oky) na území Rjazaňské oblasti u vesnice Vyša.

## Vodní stav
Zdrojem vody jsou sněhové a dešťové srážky. Zamrzá v listopadu a rozmrzá na konci března až na začátku dubna.

## Využití
Řeka je splavná pro vodáky.